# Plesso carotideo interno

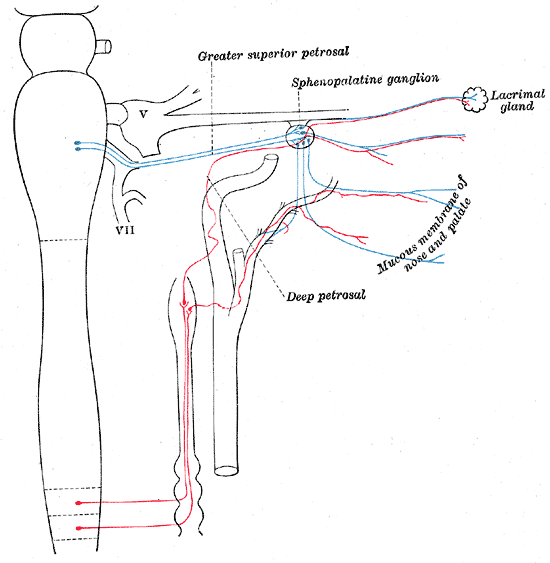
Disegno schematico del plesso carotideo

Il plesso carotideo interno è un contingente di fibre nervose ortosimpatiche postgangliari provenienti dal primo ganglio cervicale per l'innervazione ortosimpatica di tutta la regione della testa. Nella sua ascesa segue il decorso dell'arteria carotide interna avvolgendovisi attorno. Le fibre per le ghiandole presenti nella testa passano per i gangli parasimpatici della testa senza però contrarre sinapsi con essi. Le altre fibre si dirigono direttamente alla cute, ai vasi ed ai rispettivi territori di innervazione. 
I neuroni spinali di tale plesso sono situati nel centro cilio-spinale (C8-T1), raggruppamento neuronale presente nel corno laterale della sostanza grigia midollare. Quest'ultimo emette fibre pregangliari ortosimpatiche dirette alla catena del simpatico che risalgono a livello della prima vertebra cervicale fino a contrarre sinapsi con il primo ganglio cervicale; da qui proseguiranno nel plesso carotideo come fibre postgangliari.

## Fibre nervose principali
- un ramo è diretto al ganglio ciliare, che raggiunge tramite l'anastomosi con i nervi ciliari lunghi del nervo oftalmico. Grazie ad essi raggiunge il ganglio situato nella regione posteriore della cavità orbitaria, dove costituisce la sua radice lunga, poi si direziona al muscolo dilatatore della pupilla presente nello spessore dell'iride consentendo la midriasi (dilatazione pupillare).
- un ramo è diretto al ganglio ottico tramite anastomosi con il nervo timpanico del glosso-faringeo (IX) per poi dirigersi alla ghiandola parotide.
- un ramo detto nervo petroso profondo risale per anastomizzarsi con il nervo grande petroso superficiale, collaterale parasimpatica intrapetrosa del nervo intermedio del faciale (VII), diventando così nervo vidiano. Tale nervo si dirigerà al ganglio sfeno-palatino per l'innervazione di ghiandola lacrimale, nasali e palatine.